# プロ野球を10倍楽しく見る方法
『プロ野球を10倍楽しく見る方法』（プロやきゅうをじゅうばいたのしくみるほうほう）は、1982年1月にKKベストセラーズから発売された元プロ野球選手の江本孟紀の著書。

## 概要
前年の1981年8月に「ベンチがアホやから野球がでけへん」発言をきっかけに現役を引退した直後の江本孟紀が、現役時代に見聞きした球界の裏話をまとめた書籍。プロ野球の暴露本の草分けとしてベストセラーになり、100万部以上を売り上げ1982年の年間2位の売上を記録した。江本は「野球に関する報道は今まで偏ったものが多かった、変な衣で包まれたように伝わっている部分がある」といった思いのもと「野球選手も普通の人間だという面白みを知りたい欲求が強かったのでは」とヒットの原因を考察している。
KKベストセラーズの担当編集者は、細木数子の「六星占術シリーズ」なども手がけた名編集者の寺口雅彦。寺口は「最初江本があの発言（ベンチがアホやから野球がでけへん）をした時、社長（KKベストセラーズ創業者の岩瀬順三）から江本のところに行って来いと言われた」「他のマスコミは江本に球団の悪口を言わせたがっていたが、私はプロ野球の面白い話を書いてもらいたかった」「江本の東映フライヤーズ時代のことを覚えていたので、その点を話したら気に入られた」「『10倍楽しく見る方法』というタイトルは実は岩瀬が以前から温めており、誰に書かせるかは分からないが先に何本もタイトル案をストックしており、この本はタイトルと内容が見事にはまった」と述懐している。
本作のヒットを受け同年9月発売の『プロ野球を20倍楽しく見る方法』（同じくKKベストセラーズ）から、2005年11月発売の『プロ野球を10倍楽しく見る方法〈2006年版〉』（日本文芸社）まで発行元を変えながら、続編本が発売された。
この著書発売以降、野球に限らず各分野で「○倍楽しく見る方法」「○倍面白く見る方法」といった書籍が次々と出版された。

## 書籍シリーズ
※一部サブタイトル付きで表記（「―」（ダッシュ）以下に表記）。
KKベストセラーズより発売。
『ベストセラーシリーズ（ワニの本）』レーベルで発売。
- プロ野球を10倍楽しく見る方法 ―抱腹絶倒! - 1982年1月
- プロ野球を20倍楽しく見る方法 ―痛快無類! - 1982年9月
- 帰ってきたプロ野球を10倍楽しく見る方法 ―もっと抱腹!さらに絶倒! - 1988年5月

『ワニ文庫』レーベルで発売
- プロ野球を10倍楽しく見る方法 ―18回裏まで抱腹絶倒! - 1990年3月

日本文芸社より発売。
- プロ野球を10倍楽しく見る方法〈2002年版〉 - 2002年3月
- プロ野球を10倍楽しく見る方法〈2003年版〉 - 2002年12月
- プロ野球を10倍楽しく見る方法〈2004年版〉 ―堀内巨人が浮上するための絶対条件 - 2003年12月
- プロ野球を10倍楽しく見る方法〈2005年版〉 - 2004年12月
- プロ野球を10倍楽しく見る方法〈2006年版〉 ―原第二次政権誕生で野球人気回復なるか - 2005年11月

徳間書店より発売。
- 変革の檄文!プロ野球を100倍楽しくする方法 - 2018年9月

## 映画版
1983年〜1984年にかけて、上記の本などを原作とし、フィルムリンク・インターナショナル、フジテレビジョンなどの製作によって映画化された。全2作で、配給は東宝東和。タイトルは『プロ野球を10倍楽しく見る方法』『プロ野球を10倍楽しく見る方法PART2』であった（後にそれぞれVHSソフトがポニー〔現：ポニーキャニオン〕から発売された）。
映画版は、当時の日本プロ野球・アメリカ大リーグの珍プレー・好プレー映像集と『がんばれ!!タブチくん!!』（著：いしいひさいち）を原作とした日本プロ野球のギャグアニメ（キャラクター原案もいしいが担当）で構成されていた。
また、原作の江本も2作目のアニメパートにおいて本人役（中継番組の解説者）として登場している。当時のプロ野球ニュースを描いたシーンもあり、キャスターとして佐々木信也が、リポーターとしてみのもんたがそれぞれ登場している。
なお、タブチ（田淵幸一）役は『タブチくん』シリーズの西田敏行ではなく、増岡弘が担当している。
第1作目にはオートラマが協賛しているため、アニメシーンの随所（球場フェンスなど）にオートラマの広告がみられる。
テレビ放送での視聴率（ビデオリサーチ調べ）は第1作目（1984年4月6日『金曜ファミリーワイド』枠で放送）が21.2%、第2作目（1985年4月11日放送）が13.0%を記録した。

### 第1作

#### 第1作の構成
- 1回おもて…アメリカンヒーロー名手に迷手
  - メジャーリーグベースボールの珍プレー・好プレー映像集。
- 2回うら…プロ野球10倍楽しく見るニュース…の巻（アニメ）
  - プロ野球ニュースのパロディ。キャンプ（セントラル・リーグ球団）などをリポート。「球友を訪ねて」と題した、ウシジマ（牛島和彦）に高校→プロの同期カガワ（香川伸行）のプレーを観戦してもらう企画も描かれている。
- 3回おもて…エース・マツオカのある愛の勝利・・・・の巻（アニメ）
  - ヤクルトスワローズの黄金ルーキー・アラキ（荒木大輔）と開幕投手を争うマツオカ（松岡弘）のエピソード。解説にはアラカワ（荒川博）が登場。
- 4回うら…マイクロフォン野球
  - 「世界初の」試みとして、選手にマイクロフォンをつけてもらい、その会話を交えながら試合の模様を送る企画。実況・ナレーターはニッポン放送アナウンサーの深澤弘。試合は川崎球場でのロッテオリオンズ対横浜大洋ホエールズオープン戦（先発投手はロッテ：仁科時成、大洋：遠藤一彦。観客数3500人〔深澤の解説より〕）。
- 5回おもて…怒りのダイヤモンド
  - 文字通り、乱闘・審判への抗議シーンを中心に集めたエピソードである。
- 6回うら…エモトのしゃべくり人生・・・・・の巻（アニメ）
  - エモトのオールスターゲーム中継解説でのエピソード。先述の深澤も実況（江本の相方）として登場しているが、声はたてかべ和也が担当している。また、他局の解説者としてカネダ（金田正一 - NTV）・アラカワ（荒川博 - 文化放送）・ベッショ（別所毅彦 - フジTV）・ナガシマ（長嶋茂雄 - テレビ千葉）・カワカミ（川上哲治 - NHK）が登場している。
- 7回おもて…ヒゲサイの主役はオレだ・・・・・の巻（アニメ）
  - スポーツ新聞の一面掲載を目指し、大洋のリリーフエース・サイトー（斉藤明夫）が奮闘していくエピソード。対巨人（読売ジャイアンツ）戦などのシーンの放送席（JK-TVという架空の放送局）には実況は玉置宏（全編を通し実況として声を担当）、解説は青田昇が登場している（青田の声は本人ではない）。
- 8回おもて…アイドルは白球に舞う
  - 1980年頃〜1982年にかけての日本プロ野球の珍プレー・好プレー映像集。一連の「珍プレー…」番組のきっかけとなった宇野勝のヘディングシーン（1981年8月26日）も収録。ところどころに当時のニッポン放送アナウンサーの実況音声も挿入。
- 9回うら…栄光への一球
  - 1981年の巨人の日本シリーズ優勝シーン・ハイライトと江夏の21球（1979年の日本シリーズ）と1982年の西武ライオンズのシリーズ優勝シーン・ハイライトを送る。江夏の21球については、NHKで保存されているVTRを使用している。

#### 声の出演
アニメパート
- キャスター：佐々木信也
- リポーター：みのもんた
- アナウンサー：玉置宏
- フジタ：清川元夢
- コバ：徳丸完
- タケガミ：田中康郎
- コンドウ／ノムラ／ベッショ：藤本譲
- セキネ：峰恵研
- ハラ／ウシジマ：神谷明
- アナウンサー：窪田等
- キド：塩沢兼人
- コバヤシ：安原義人
- カケフ／コマツ：塩屋翼
- オカダ：島田敏
- カガワ：銀河万丈
- オオスギ：田中秀幸
- スパイ／アラカワ：富田耕生
- マツオカ：はせさん治
- みち子：野村道子
- エガワ：原田英樹
- アオタ／アンドウ：永井一郎
- サイトウ：井上真樹夫
- エモト：羽佐間道夫
- タブチ：増岡弘
- ヤスダ：たてかべ和也
- カネダ／タシロ／ナカハタ：青野武
- カワカミ：ドン川上（クレジット表記は「きたかチョーさんまってたドン」）
- ナガシマ：チョー長嶋（クレジット表記は「きたかチョーさんまってたドン」）

実況アナウンサー（いずれもニッポン放送アナウンサー）
- 小林達彦
- 宮田統樹
- 栗村智
- 深澤弘（エンディングにおいて、声の出演にはクレジットされず「ニッポン放送」という肩書でクレジットされている）

ナレーター
- 野島昭生
- 大林隆介
- 飯塚昭三

#### スタッフ
オープニングでのクレジット
- 製作：山本又一朗
- 製作総指揮：鹿内春雄
- 原作：江本孟紀（KKベストセラーズ刊『プロ野球を10倍楽しく見る方法』『プロ野球を20倍楽しく見る方法』）
- キャラクター原案：いしいひさいち
- 音楽：大谷和夫
- アニメーション監督：芝山努
- 監督：鈴木清

エンディングでのクレジット
- 解説者：江本孟紀
- ニッポン放送：深澤弘
- ギャグ・アドバイザー：中原理恵
- 脚本：城山昇、渡辺麻美、飛鳥めい
- 脚本・構成：石原純一、岩井田利治
- 音響演出：松浦典良
- 録音：大塚晴寿
- 効果：伊藤克己
- 編集：松本高行
- 記録：久松有子、乾文江
- 助監督：山本実
- 宣伝担当：川崎聰子
- 製作担当：神野智、森重晃
- 演出絵コンテ：芝山努、小林治、河内日出夫
- 作画監督：河内日出夫
- 美術：門野真理子
- 撮影：長谷川肇、小林健一
- 背景：亀谷三良、福井のり子
- 色指定：細内陽子
- 編集：鶴渕允寿、高橋和子
- 原画：後藤真砂子、石井文子、加藤鏡子、佐藤真人
- 動画：亜細亜堂
- 仕上：イージー ワールド
- 製作進行：早乙女弘、水沼健二
- 製作担当：向坪利次
- 主題歌：「憧れはオクターブハイの空へ」作詞・阿木燿子、作曲・芹澤廣明、唄・浅沼友紀子（キャニオン・レコード）
- 音楽製作：ライトリンクコーポレーション、レオン・カンパニー
- 技術協力：東通ecgシステム
- システム・マネージャー：山本博司
- システム・エンジニア：宮本太一
- ビデオ編集：伊沢和幸
- TD：井上剛
- CAM：本橋正弘
- MIX：沖田良一
- タイトル：デン・フィルム・エフェクト
- 整音：整音企画
- 現像：東洋現像所
- アニメーション制作：東京ムービー新社

#### 協力
※エンディングのクレジットより参照。
- 日本野球機構
  - セントラル野球連盟各球団
    - 中日ドラゴンズ
    - 読売ジャイアンツ
    - 阪神タイガース
    - 広島東洋カープ
    - 横浜大洋ホエールズ
    - ヤクルトスワローズ

  - パシフィック野球連盟各球団
    - 西武ライオンズ
    - 日本ハムファイターズ
    - 近鉄バファローズ※クレジットでは「近鉄バッファローズ」となっている。
    - 阪急ブレーブス
    - ロッテオリオンズ
    - 南海ホークス
- メジャーリーグベースボール コミッショナー
  - ナショナル・リーグ各球団
  - アメリカン・リーグ各球団

### 第2作
基本的に第1作目と同じ構成である。1983年当時の日本プロ野球関連の映像を中心に構成された。また、先述のように江本が（エモト役として）アテレコ参加したのをはじめ、声優陣が若干変更されている。江本の他に南海のアナブキ監督役を俳優でレポーターの村上不二夫がアフレコをしている。前作のエモト役の羽佐間は西武ライオンズのヒロオカ（広岡達朗）監督役として出演。実写パートでの広岡の抗議シーンでも声を当てている。また、アニメパートのエモトの顔も変更されている。ちなみに当時のヤクルトスワローズのヤスダ（安田猛）コーチは前作のたてかべ和也から青野武に変更。ナレーションは中江真司。スペシャルゲストには「1回オモテ…陽気なアメリカン」と「5回オモテ…海を越えたファイターたち 」のナレーションにはDJで国際タレントの小林克也、「8回ウラ…燃えよ!パシフィック」には芸人でタレントのレオナルド熊が出演する。アニメーション制作は第1作目の東京ムービー新社からマジックバス、スタジオ・ルックに変更された。深澤弘監修。

#### 第2作の構成
- 1回オモテ…陽気なアメリカン
  - メジャーリーグベースボールの珍プレー・好プレー映像集。スペシャルゲストの小林克也がナレーションを担当。
- 2回ウラ…プロ野球ニュース（アニメ）
  - プロ野球ニュースのパロディ。3編のショートギャグエピソードで構成されている。レポーターはみのもんた。　
  - 「ドラフト」ドラフト会議で指名順位1番手を抽選で獲得した阪神タイガースだったが、指名したのは…。
  - 「ナカハタとコマダ」ナカハタが若手でポジションが同じ一塁手の若手コマダにライバル意識を燃やすが、阪急ブレーブスとのオープン戦中に、ナカハタが暴走し、コマダへの妨害行為が試合を目茶苦茶にしてしまう。
  - 「鉄人キヌガサ」キヌガサが人間離れした身体の丈夫さを見せつけるが、思わぬ弱点があった。
- 3回オモテ…ゆかいなスーパーヒーローたち
  - 日本プロ野球の珍プレー・好プレー映像集。
- 4回ウラ…ザ・マンボスペシャル（アニメ）
  - チョンボ（ミス）をテーマにしたショートギャグ集。
  - 「崩れ去るエガワ」エガワが、やる気のないシノヅカとハラのエラー、逆にやる気のあり過ぎるナカハタの守備によって、ノックアウトされてしまう。
  - 「ベジタリアンヒロオカ」表向きには菜食主義者で通しているヒロオカが、自宅ですき焼きを食べようとした所に、タブチがやってくる。
  - 「タケガミの苦悩」低迷を極めていたヤクルトスワローズに監督のタケガミが頭を悩ませる。
- 5回オモテ…海を越えたファイターたち
  - 日本プロ野球外国人選手の珍プレー・好プレー映像集。この回のナレーションも小林克也が担当。
- 6回ウラ…激突!セントラル（アニメ）
  - セントラルリーグ選手のギャグエピソード。
  - 「マツモトを止めろ!」俊足のマツモトの盗塁を阻止するため、隠し球作戦を行うウノだが、空回りに終わってしまう。
  - 「カケフの不思議なバット」自分のバットに話しかけるカケフに、エガワはカケフのバットが生き物なのではないかと疑い始める。
  - 「ポジティブナカハタ」凡打に倒れてもエラーをしても、チーム(巨人)が惨敗しても異常に前向きで明るいナカハタに、タシロを始め大洋ナインは困惑する。
- 7回オモテ…マイクロフォン野球
  - 選手にマイクロフォンをつけてもらい、その会話を交えながら試合の模様を送る。試合は横浜スタジアムでの横浜大洋ホエールズ対ロッテオリオンズオープン戦。実況・ナレーターは前作に引き続き、ニッポン放送アナウンサーの深澤弘。試合は22対4でロッテの圧勝であり、特にロッテの6回表の攻撃は1イニング13得点（オープン戦新記録）となった。大洋の守備陣にミスが相次ぎ、前年わずか盗塁1個の袴田英利がこの試合だけで3盗塁をマークする等、ひたすらロッテの攻撃と大洋の守備のシーンのみであった。
- 8回ウラ…燃えよ!パシフィック（アニメ）
  - 西武ライオンズの独走状態に対し打倒西武に苦闘する西武以外のパシフィックリーグ5球団を描く。この回は南海のアナブキ監督が中心の話で西武以外のパシフィックリーグの他球団のトレーニング方法や作戦や打法などの視察と研究し、他球団の試合方法と作戦と戦いを観戦し、それでも苦戦し、くじけずに打倒西武を目指す様子を描く。アナブキ、ウエダ、オカモト、イナオ、ウエムラの5監督が在京テレビ局の番組に出演した帰り道に出会った、（ナンバ球場の花売り娘、川崎球場のたこ焼き屋のおじさんと共にセ・リーグの球場へ引っ越すという）カワチ球場の靴磨き少年の父親役としてレオナルド熊（容姿は本人似）が出演している。
- 9回オモテ…1983神話
  - 1983年の日本シリーズのダイジェストを送る。ナレーションは中江真司。

#### 声の出演
- エモト：江本孟紀（著者本人）
- アナブキ：村上不二夫
- キャスター：佐々木信也
- リポーター：みのもんた
- アナウンサー：玉置宏
- アンドウ：飯塚昭三
- オヅ：緒方賢一
- ナカハタ：青野武
- コマダ：富山敬
- ウグイス嬢：滝沢久美子
- アナウンサー：村山明
- 司会者：納谷六朗
- アンパイア：たてかべ和也
- 線審：増岡弘
- キヌガサ：内海賢二
- 警官A：大山高男
- 警官B：広瀬正志
- サイトウ：石丸博也
- タシロ：中尾隆聖
- レオン：富田耕生
- 累審：速水奨
- オサナイ：田中亮一
- ナガシマ：林一夫
- 観客：佐々木るん
- エガワ：原田英樹
- ヒロオカ：羽佐間道夫
- 妻：小宮和枝

実況アナウンサー（いずれもニッポン放送アナウンサー）
- 枇杷阪明
- 宮田統樹
- 胡口和雄
- 栗村智

ナレーター
- 中江真司
- 深澤弘

スペシャルゲスト
- ナレーション：小林克也
- おじさん：レオナルド熊

#### スタッフ
オープニングでのクレジット
- 製作：山本又一朗
- 製作総指揮：鹿内春雄
- 原作：江本孟紀
- キャラクター原案：いしいひさいち
- 音楽：大谷和夫
- アニメーション監督：芝山努
- 監督：鈴木清

エンディングでのクレジット
- 脚本：石原純一、岩井田利治、金春智子、市川靖
- マイクロフォン技術開発：江木康雄、井川勲、正田博司 / 渡会和雄（IBA技術研究所）
- マイクロフォン中継：フジテレビジョン中継技術
- 編集：小倉昭夫、田口秀夫
- ネガ編集：五月女孝男
- 助監督：阪本順治
- 効果：伊藤克己
- 選曲：山本逸美
- 整音：辻井一郎
- 撮影：大岡新一、石渡均、中根伸治
- 空中撮影：松田一彌
- 宣伝：川崎聡子
- コーディネーター：本間康二
- 製作主任：森重晃
- 製作担当：林大三郎、山川紀生
- 絵コンテ：永樹凡人、四辻たかお、昆進之介、出﨑哲
- 作画監督：清水恵蔵
- 美術監督：下川忠海
- 撮影監督：吉坂研一
- 演出助手：冨永恒雄、須永司
- 音響演出：伊達渉
- 原画：佐藤直人、若山佳幸、若山佳治、なかじまちゅうじ、高橋敏夫
- 動画チェック：飯野孝、関口重晴
- 動画：松田節子、井之川洋子、高橋久美子、国島裕子、新井美子、湯川由美子、佐藤直子、鳥海忍、山之内佑喜
- 色指定：猪野和弘、栗原幸昭
- 仕上：斉藤伸枝、細谷ふみ子、小川典子、森綾子
- 美術：スタジオポップ
- 撮影：藤田正明、諌川弘
- 編集：井上和夫
- アニメーション制作：松崎義之、赤崎義人
- 制作進行：小山信吾
- 主題歌：「ワイルド・ワン」作詞：山川啓介、作曲・歌：南こうせつ（キャニオン・レコード〔現・ポニー・キャニオン〕）
- 音楽制作：ライトリンクコーポレーション
- タイトル：デン・フィルム・エフェクト
- 録音：アオイスタジオ
- 現象：東洋現象所（現：IMAGICA）
- アニメーション製作：マジックバス、スタジオルック

#### 協力
※エンディングのクレジットより参照。
- 日本野球機構
  - セントラル野球連盟各球団
    - 中日ドラゴンズ
    - 読売ジャイアンツ
    - 阪神タイガース
    - 広島東洋カープ
    - 横浜大洋ホエールズ
    - ヤクルトスワローズ

  - パシフィック野球連盟各球団
    - 西武ライオンズ
    - 日本ハムファイターズ
    - 近鉄バファローズ※クレジットでは「近鉄バッファローズ」となっている。
    - 阪急ブレーブス
    - ロッテオリオンズ
    - 南海ホークス
- メジャーリーグベースボール コミッショナー
  - ナショナル・リーグ各球団
  - アメリカン・リーグ各球団

### 備考
当シリーズ公開から10年後の1994年、TBS製作により、当シリーズのテーマをプロサッカーJリーグに置き換える形で『Jリーグを100倍楽しく見る方法!!』が公開された。この作品でも、いしいのキャラクター原案によるアニメが制作された。